# Апостольский делегат на Тихом океане
Апостольский делегат на Тихом океане — дипломатический представитель Святого Престола на Тихом океане и в некоторых местных церквях Океании. Данный дипломатический пост занимает церковно-дипломатический представитель Ватикана в ранге посла. Апостольская делегатура на Тихом океане была учреждена на постоянной основе 5 марта 1973 года.
В настоящее время Апостольским делегатом на Тихом океане является архиепископ Габор Пинтер, назначенный Папой Львом XIV 18 июня 2025 года.

## История
Апостольская делегатура в Новой Зеландии и Океании была учреждена на постоянной основе 1 ноября 1968 года бреве Quo plus efficientiae Папы римского Павла VI передав территорию юрисдикции от предыдущей апостольской делегатуры в Австралии, Новой Зеландии и Океании.
20 июня 1973 года была учреждена Апостольская нунциатура в Новой Зеландии бреве Qui in beatissimi того же Папы Павла VI; тогда же апостольская делегатура приняла свое нынешнее название. С тех пор должность апостольского делегата на Тихом океане всегда была связана с должностью апостольского нунция в Новой Зеландии.
В последующие годы многие страны региона установили дипломатические отношения со Святым Престолом: Фиджи с 12 сентября 1978 года, Науру с 1 июня 1992 года, Маршалловы Острова с 30 декабря 1993 года, Федеративные Штаты Микронезии с 26 января 1994 года, Самоа с 10 июня 1994, Вануату с 20 июля 1994, Тонга с 24 августа 1994 года, Кирибати с 10 апреля 1995 года, Палау с 17 декабря 1998 года. Даже на Островах Кука, хотя они и не являются независимым государством, учреждена нунциатура, которая была открыта 29 апреля 1999 года.

## Апостольские делегаты на Тихом океане

### Апостольские делегаты в Новой Зеландии и Океании
- Рэймонд Филипп Эттельдорф — (21 декабря 1968 — 20 июня 1973).

### Апостольские нунции на Тихом океане
- Рэймонд Филипп Эттельдорф — (20 июня 1973 — 21 июня 1974 — назначен апостольским про-нунцием в Эфиопии);
- Анджело Ачерби — (22 июня 1974 — 14 августа 1979 — назначен апостольским нунцием в Колумбии);
- Антонио Маньони — (24 апреля 1980 — 22 июля 1989 — назначен апостольским про-нунцием в Египте);
- Томас А. Уайт — (14 октября 1989 — 27 апреля 1996);
- Патрик Коувни — (27 апреля 1996 года — 25 января 2005 — назначен апостольским нунцием в Греции);
- Чарльз Дэниэл Бэлво — (1 апреля 2005 — 17 января 2013 — назначен апостольским нунцием в Кении и Постоянным наблюдателем в органах Организации Объединённых Наций по окружающей среде и человеческим поселениям);
- Мартин Кребс — (8 мая 2013 — 16 июня 2018 — назначен апостольским нунцием в Уругвае);
- Новатус Ругамбва — (29 марта 2019 — 27 июля 2024, в отставке).
- Габор Пинтер — (18 июня 2025 — по настоящее время).